# Válka (Rousseau)
Válka (francouzsky La Guerre) je olejomalba francouzského malíře naivního umění Henriho Rousseaua nejspíš z roku 1894.

## Inspirace pro vznik díla
Rousseau byl při malbě svého obrazu inspirován zejména svými vzpomínkami na prusko-francouzskou válku, ve které sám bojoval. Sám Rousseau přirovnal jezdkyni k jednomu ze čtyř jezdců apokalypsy. Rousseauova Válka bývá často spojována s obrazem A Horse Race od Théodora Géricaulta z roku 1821. Dalšími možnými inspiračními zdroji mohly být následující obrazy:

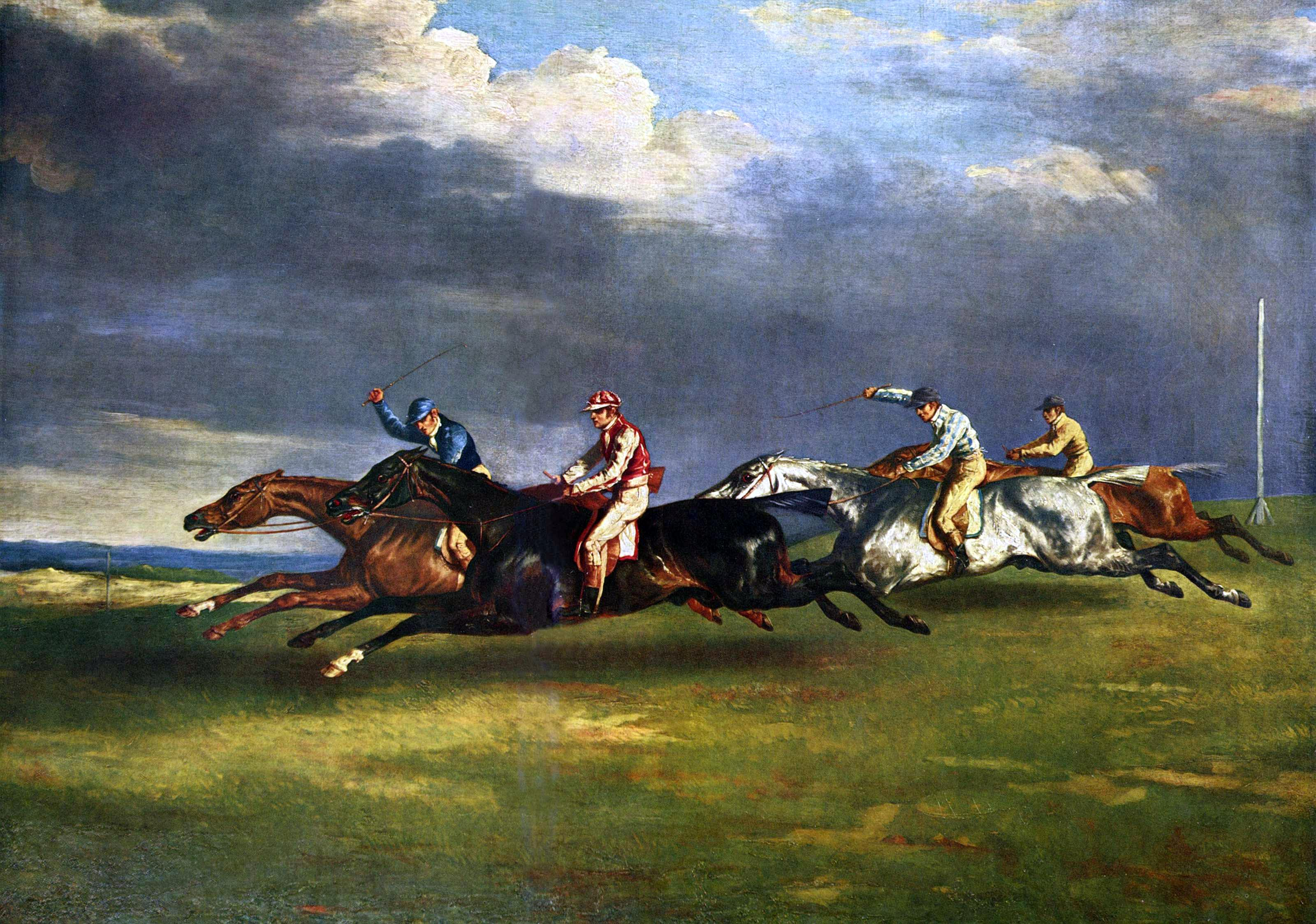
A Horse Race Théodore Géricault, 1821
Svoboda vede lid Eugène Delacroix, 1830
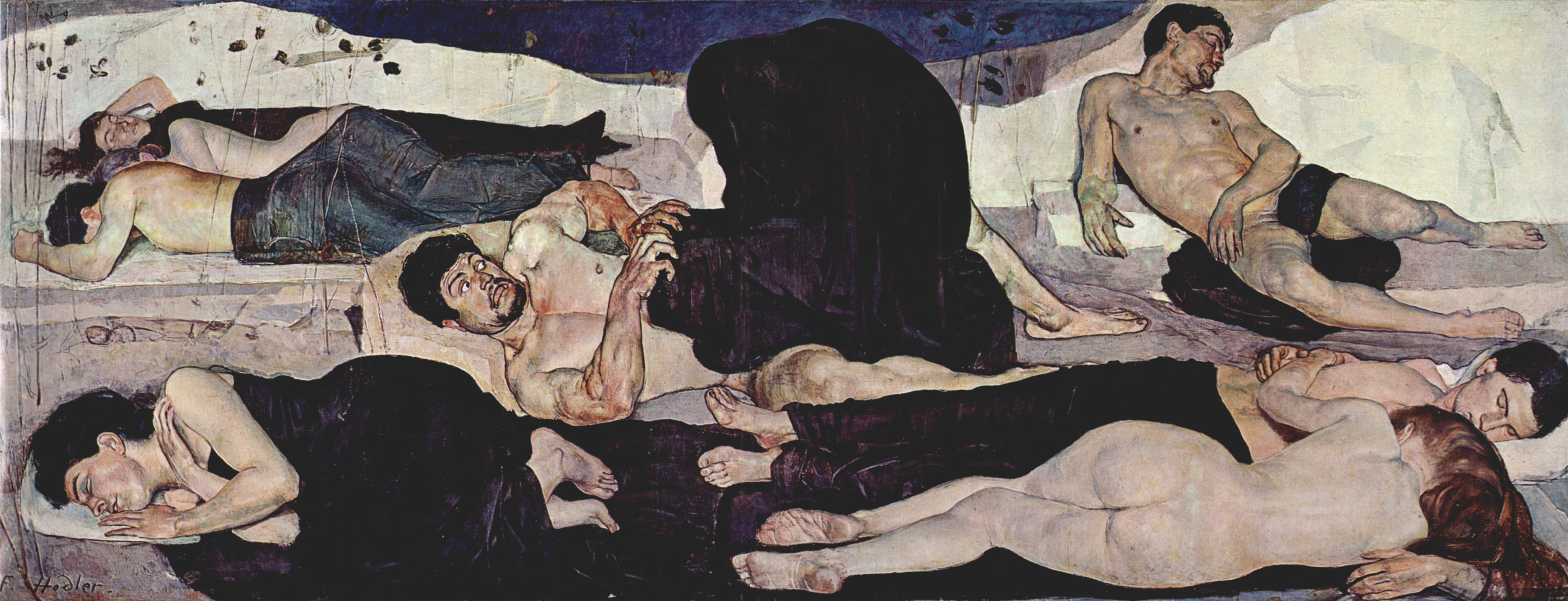
Die Nacht Ferdinand Hodler, 1889-1890